# 在サンタクルス領事事務所
在サンタクルス領事事務所（スペイン語: Oficina del Cónsul del Japón en Santa Cruz、英語: Consular Office of Japan in Santa Cruz）は、ボリビアの最大都市サンタ・クルス・デ・ラ・シエラ（サンタクルス）に設置されている日本の領事事務所である。
2017年10月1日時点で管轄区域内の在留邦人数は2624人となっており、これは在ボリビア日本国大使館の管轄区域内の在留邦人数397人と比べて約6.6倍に相当する。

## 沿革
- 1952年4月28日、サンフランシスコ平和条約の発効により日本国が独立、ボリビアも同条約締結国のうちの一国[4]
- 1952年12月20日、第二次世界大戦の影響により途絶えていた日本とボリビアの外交関係が再開される[5]
- 1954年3月、米軍の統治下にあった沖縄の琉球政府が「南米ボリビア農業移民募集」を制定し、移民募集を開始する[6]
- 1954年6月19日、約4000人の応募者の中から選ばれた第一次計画移民275人を乗せたロイヤル汽船チサダネ号が那覇港を出港[6]
- 伝染病うるま病が猖獗を極めた最初の移住地からの転住を筆頭とする数々の艱難辛苦を経て、1957年に沖縄系移民がサンタクルス県のオキナワ移住地（コロニア・オキナワ）に定住（その後、1969年の第19次計画移民まで合計3231人の沖縄人がボリビア入り）[6]
- 1962年、在サンタクルス領事事務所が設置される[7][8]
- 1970年11月15日、沖縄住民の国政参加特別措置法に基いて国政参加選挙が実施され、沖縄の有権者による投票で選出された衆議院議員と参議院議員が初めて誕生する[9][10]
- 1972年5月15日、前年の協定に基いて沖縄が日本に返還され、他の46都道府県と同じく沖縄県にも公職選挙法が適用されるようになった[11]
- 1977年11月22日、沖縄県選出の喜屋武眞榮参議院議員が第82回臨時国会で「在サンタクルス（ボリヴィア）日本国領事事務所の領事館昇格等に関する質問」を提出し、沖縄系移民が多数暮らすサンタクルスの領事事務所を領事館に昇格させるよう要請する[12]
- 1977年12月13日、上記の質問を受けて福田赳夫内閣総理大臣が答弁書を提出し、「予算及び定員の効率的な運用」のため諸事項を勘案した結果を踏まえて早急に領事館を設置することは困難であるとの旨を回答する[13]
- 遅くとも2000年までに、サンタクルスの領事事務所が在サンタクルス出張駐在官事務所（在サンタクルス駐在官事務所）に改称されている[14]
- 2014年8月1日、サンタクルスの出張駐在官事務所が在サンタクルス領事事務所に改称される[15]

## 所在地
| 日本語     | サンタクルス市コチャバンバ通り角サアベドラ通り314番地      |
| スペイン語 | Calle Saavedra Nº 314, esq. Calle Cochabamba, Santa Cruz   |
| 英語       | Saavedra Street No. 314, esq. Calle Cochabamba, Santa Cruz |

## 管轄地域
サンタクルス県を管轄。